# Radu Voicu Roșculeț
Voicu Radu Roșculeț (n. 24 octombrie 1939) a fost un deputat român în legislatura 1990-1992, ales în județul Constanța pe listele partidului PNL. A fost membru în grupurile parlamentare de prietenie cu Thailanda și Grecia.